# Saignes, Cantal

Saignes este o comună în departamentul Cantal, Franța. În 1 ianuarie 2022 avea o populație de 821 de locuitori.